# Telenomus graptae
Telenomus graptae är en stekelart som beskrevs av Howard 1889. Telenomus graptae ingår i släktet Telenomus och familjen Scelionidae. Inga underarter finns listade i Catalogue of Life.